# Utopia Group
Utopia Group, SA és una empresa de Luxemburg propietària d'una cadena de cinemes, presents principalment a Bèlgica, Luxemburg, i els Països Baixos. L'empresa opera la majoria dels seus cinemes sota el nom de marca Utopolis. L'empresa va ser fundada el 6 de setembre de 2002 arran de la fusió entre l'empresa luxemburguesa Utopia SA i la neerlandesa Dutch Polyfilm BV.
El 2005, l'empresa va vendre 3.48 milions de tiquets a través dels seus cinemes, amb un import aproximat de 33 milions d'euros entre els seus tres grans mercats. L'accionista unitari més gran és Utopia Management S.A (46,3%), seguit per Audiolux (27,2%), i Sofindev (8,9%). La resta de participacions cotitzen a la Borsa de valors de Luxemburg.

## Utopolis Kirchberg
El seu cinema més destacat és l'Utopolis Kirchberg, localitzat a la Ciutat de Luxemburg. L'Utopolis Kirchberg és un complex de sales de cinema a la ciutat de Luxemburg, en el sud de Luxemburg, propietat i operat pel Utopia Group. Està situat en l'Avinguda John Fitzgerald Kennedy al barri de Kirchberg, al nord-est de la ciutat. Amb una capacitat total de 2.693 espectadors, repartits en deu pantalles, és el cinema més gran del país, i va ser inaugurat al desembre de 1996.